# Dianthus microlepis
Dianthus microlepis är en nejlikväxtart som beskrevs av Pierre Edmond Boissier. Dianthus microlepis ingår i släktet nejlikor, och familjen nejlikväxter. Inga underarter finns listade i Catalogue of Life.

## Bildgalleri

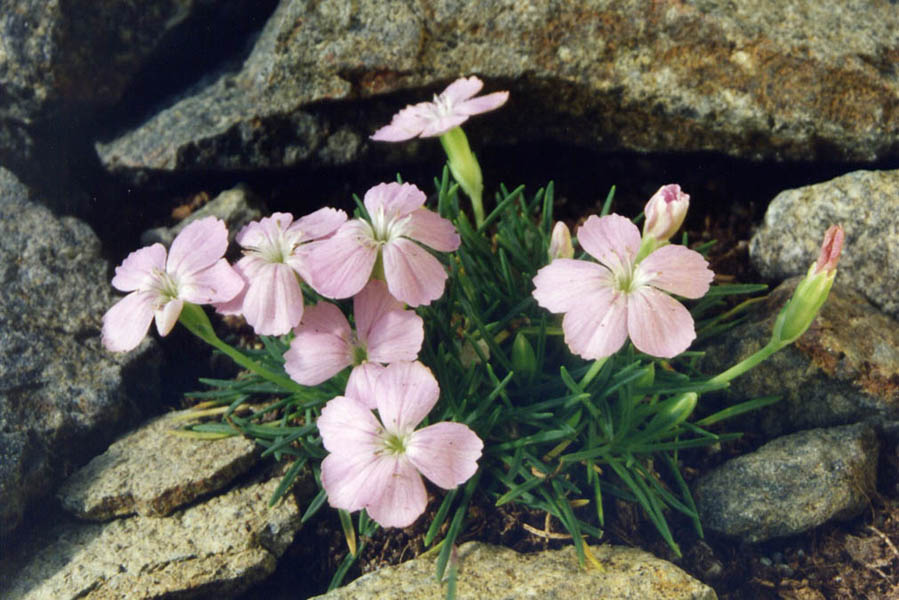